# Promis…juré !
Pour plus de détails, voir Fiche technique et Distribution.
Promis… juré ! est un film français réalisé par Jacques Monnet, sorti en 1987.
En 2019, Jacques Monnet est l'invité d'honneur du Festival Films courts de Dinan qui prévoit une rétrospective du film tourné trente-deux ans plus tôt au sein de la cité médiévale.

## Synopsis
Les aventures amoureuses de Pierre-Marie, gamin de douze ans dans une petite ville de Bretagne pendant la Seconde Guerre mondiale.
Pierre-Marie souffre d'un appendice nasal légèrement plus proéminent que la moyenne de ses congénères. Ce complexe le desservant dans un premier temps, finira par être le détonateur de son succès auprès des femmes et de toute la population de la ville.

## Fiche technique
- Réalisation : Jacques Monnet
- Scénario : Gérard Carré, Jacques Monnet
- Producteur : Alain Poiré
- Société de production : Gaumont International
- Musique : Vladimir Cosma
- Image : Claude Lecomte
- Montage : Françoise Garnault
- Durée : 98 minutes
- Lieu de tournage : Dinan (Côtes-d'Armor), parvis de la basilique Saint Sauveur (Dinan), Lanvallay (Côtes-d'Armor)
- Date de sortie : 9 décembre 1987

## Distribution
- Michel Morin : Pierre-Marie Tézé
- Roland Giraud : Jean-Charles Tézé, le père de Pierre-Marie
- Christine Pascal : Madeleine Tézé dite « Mado », la mère de Pierre-Marie
- Stéphane Legros : Frédo
- Marie Constant : Jocelyne
- Hélène Duc : Marguerite, la mère de Jean-Charles
- Annick Alane : Louise, la mère de Madeleine
- Andréa Ferréol : Dora
- Manfred Andrae : Hans
- Kathy Kriegel : Blanche
- Anne Canovas : Paulette
- Jean-Paul Dubois : Un joueur de cartes
- Gregory Gouyer : Paulo
- Jean-Paul Muel : L'abbé
- Éric Prat : Le gendarme
- Claude Legros
- Céline Samie : Yvette
- Claire Magnin
- Pénélope Schellenberg : Thérèse Tézé, la sœur de Pierre-Marie
- Guy Louret
- Anne-Catherine Fontaine

## Discographie
- Parue initialement en 33 tours, la bande originale du film Promis... juré ! a été rééditée chez Disques Cinémusique en 2014. Ce CD comprend une autre musique de film de Vladimir Cosma, La Galette du roi, qui date de 1985. Voir la présentation en ligne.